# Aldingen
Aldingen è un comune tedesco di 7 720 abitanti,, situato nel land del Baden-Württemberg.